# André-Joseph Lafitte-Clavé
André-Joseph Lafitte-Clavé (auch André-Joseph de Lafitte; * 23. Februar 1740 in Clavé bei Moncrabeau; †  11. Februar 1794 in Perpignan) war ein französischer Offizier.

## Leben
Lafitte-Clavé war Absolvent der Ingenieursschule École royale du génie in Mézières.
Er ist besonders für seine Teilnahme an einer französischen Militärmission in das Osmanische Reich unter Ludwig XVI. zwischen 1784 und 1788 bekannt. Zu den Aufgaben der Mission gehörte das Unterrichten in Seekrieg, in Befestigungsbau und in Angriff von Befestigungen. Bis zur Französischen Revolution im Jahre 1789 wurden rund 300 französische Artillerieoffiziere und Ingenieure in das Osmanische Reich zur Ausbildung der Artillerie-Einheiten und Modernisierung der Kriegsführung geschickt.
Von 1784 unterrichteten Lafitte-Clavé und Joseph-Gabriel Monnier de Courtois Konstruktionszeichnungen und Techniken in der vom Großwesir Halil Hamid Pascha gegründete Ingenieurschule Mühendishâne-i Humayun. Für den Unterricht wurden meist französische Lehrbücher der Mathematik, der Astronomie, der Waffen- und Kriegsführung, sowie der Navigation verwendet.
1784 untersuchte eine Reformkommission unter der Führung von Lafitte-Clavé die Festungen am westlichen Schwarzen Meer. In seinem Bericht über die Festungen und Orte, beschrieb er als Erster die Bucht bei den Orten Burgas und Poros als Bucht von Burgas, mit der Bemerkung, dass diese zuvor unter Bucht von Poros bekannt war. Ebenfalls nannte Lafitte-Clavé als Erster der sich westlich von Burgas befindlicher See - Burgassee und sein Abfluss Burgas.
Die französischen Experten und Lafitte-Clavé verließen das osmanische Reich im Jahr 1788, als eine Bedingung des Frieden von Jassy zwischen Russland das Reich am Bosphorus.
Am 1. April 1791 wurde Lafitte-Clavé zum Oberst und am 25. Oktober 1792 zu Maréchal de camp befördert.

## Veröffentlichungen
- André-Joseph Lafitte-Clavé, M. Duverne de Presle: Reconnaissance nautique et militaire du Golfe de Bourgas, au Nord-Est de Constantinople. In: Annales des voyages, de la géographie et de l’histoire 6, Paris 1810 S. 337–344 Volltext, Kurzfassung in: Annales des sciences et des arts. Band 1809, 1, Paris 1810, S. 58–59 Volltext

| Personendaten    | Personendaten               |
| ---------------- | --------------------------- |
| NAME             | Lafitte-Clavé, André-Joseph |
| ALTERNATIVNAMEN  | Lafitte, André-Joseph de    |
| KURZBESCHREIBUNG | französischer Offizier      |
| GEBURTSDATUM     | 23. Februar 1740            |
| GEBURTSORT       | Clavé                       |
| STERBEDATUM      | 11. Februar 1794            |
| STERBEORT        | Perpignan                   |